# Sphetta apicalis
Sphetta apicalis är en fjärilsart som beskrevs av Walker 1865. Sphetta apicalis ingår i släktet Sphetta och familjen nattflyn. Inga underarter finns listade i Catalogue of Life.